# Euglossa obtusa
Euglossa obtusa là một loài Hymenoptera trong họ Apidae. Loài này được Dressler mô tả khoa học năm 1978.